# Derovatellus caprai
Derovatellus caprai är en skalbaggsart som beskrevs av Guignot 1952. Derovatellus caprai ingår i släktet Derovatellus och familjen dykare. Inga underarter finns listade i Catalogue of Life.